# Список умерших в 852 году

## Май
- 1 мая — Ламберт II, граф Нанта (843—846 и 849—850).

## Сентябрь
- 22 сентября — Абд ар-Рахман II, эмир Кордовы (822—852).

## Дата смерти неизвестна или требует уточнения
- Аледрам I, граф Труа (820—852), маркиз Готии (849—852), граф Барселоны, Ампурьяса и Руссильона (850—852).
- Амолон, архиепископ лионский (840—852).
- Беортвульф, король Мерсии (839/840—852).
- Ду Му, китайский поэт.
- Иньиго Ариста, граф Памплоны (816/820—824), первый король Наварры (Памплоны) (824—851/852).
- Пресиан, хан Болгарии (836—852).
- Фределон, граф Руэрга, граф Тулузы (844/849—852), граф Каркассона (850—852).